# Horner Rennbahn
Horner Rennbahn – stacja metra hamburskiego na linii U2 i U4. Stacja została otwarta 2 stycznia 1967.

## Położenie
Stacja Horner Rennbahn położona jest pod ważnym skrzyżowaniem ulic w centrum dzielnicy Horn. Na północ od stacji znajduje się dawny tor wyścigów konnych Horner Rennbahn.